# Groove On Fight
Groove On Fight: Gouketsuji Ichizoku 3 (グルーヴ オン ファイト 豪血寺一族3?) è un videogioco arcade del 1997 sviluppato da Atlus. È un picchiaduro a incontri appartenente alla serie Power Instinct. Lo stesso anno uscì una conversione per Sega Saturn.

## Modalità di gioco
È un picchiaduro 2D in stile X-Men vs. Street Fighter. Ciascun giocatore controlla due personaggi che si alternano a comando durante gli scontri.